# Cyclomia minuta
Cyclomia minuta là một loài bướm đêm trong họ Geometridae.